# Будвил
Будвил (фр. Boudeville) насеље је и општина у северној Француској у региону Горња Нормандија, у департману Приморска Сена која припада префектури Руан.
По подацима из 2011. године у општини је живело 210 становника, а густина насељености је износила 45,06 становника/km². Општина се простире на површини од 4,66 km². Налази се на средњој надморској висини од 150 метара (максималној 156 m, а минималној 123 m).

## Демографија
| 1962. | 1968. | 1975. | 1982. | 1990. | 1999. | 2011. |
| ----- | ----- | ----- | ----- | ----- | ----- | ----- |
| 160   | 193   | 219   | 213   | 171   | 182   | 210   |

График промене броја становника у току последњих година